# Єфросинінський хрест
Єфросинінський хрест — хрест, зроблений на замовлення Єфросинії Полоцької для Спасо-Преображенського храму Свято-Преображенського монастиря. Був виготовлений в 1161 році полоцьким майстром-ювеліром Лазарем Богшею і став справжнім шедевром староруського мистецтва.

## Опис

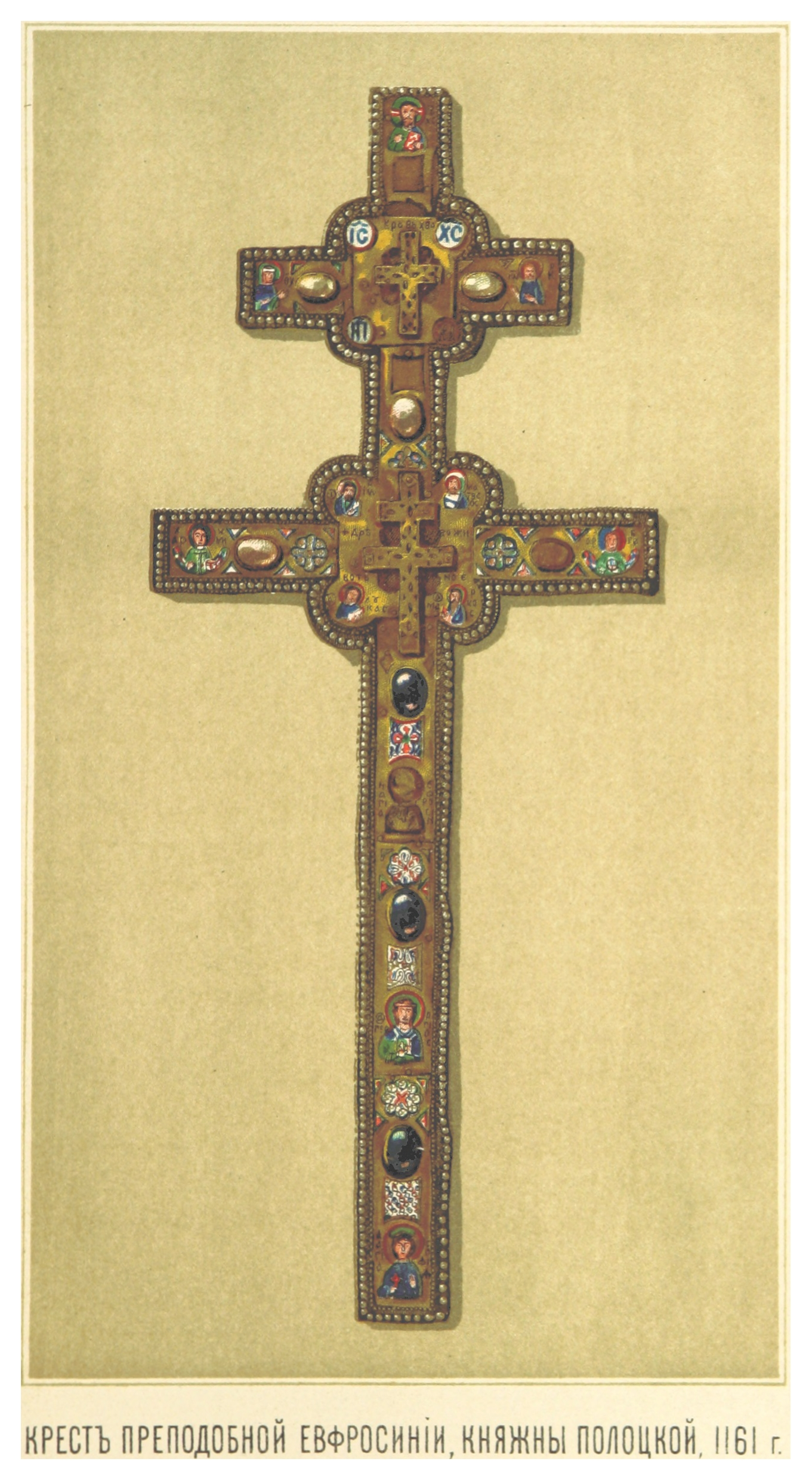
Хрест Єфросинії Полоцької

Хрест являв собою ковчег, в якому знаходились християнські святині, привезені із Єрусалима і Константинополя:
- частки Древа Животворящого Хреста Господня з краплею Крові Спасителя;
- частки каменів Гробу Господнього і Гробу Пресвятої Богородиці;
- крапля крові великомученика Димитрія Солунського;
- частки мощів святих Стефана і Пантелеймона.

Зібрати ці святині було надто важко і коштувало великих затрат праці і коштів. Подорожі (паломництва) в ті часи були в основному пішохідними, для них були потрібні місяці і роки.
Виготовлений хрест був із кипариса. Висота його становила 52 сантиметра, а товщина 2,5 сантиметра. Довжина верхньої перекладини — 14 сантиметрів, нижньої — 21 сантиметр. Основа хреста була оббита 22-ма золотими пластинами і 20-ма срібними з позолотою. Крім того хрест прикрашали дорогоцінні камені, вишуканий орнамент, перлини і двадцять мініатюрних емалевих ікон з зображеннями Ісуса Христа, Богородиці, святого Івана Предтечі, святих архангелів Михаїла і Гавриїла, чотирьох євангелістів: Матвія, Марка, Луки і Івана, а також небесних покровителів преподобної Єфросинії і її батьків.
Мініатюри на Хресті були виконані старовізантійською технікою перегородчатої емалі. В стародавніх літописах ця емаль називається «фініпт» — фініфть. Вона являла собою сплав різних (до 72-х) коштовних каменів і металів. На зворотній стороні Хреста ювелір зазначив своє православне ім'я «Лазар» і прозвище «Богша».

Єфросинінський хрест також є пам'ятником староруської писемності. На його срібних пластинах вибитий великий текст, що містить історичні відомості. Надписи повідомляють про поміщення цієї святині в Спаському храмі в 1161 році, ім'я замовниці, кошторис робіт і матеріалів. По бокових сторонах Хреста іде напис-заповіт святої полоцької ігуменії: 
|  | Въ лѣ[то] 6000 и 669 покладаѥть Офросиньѧ чьстьныи кр(е)стъ въ манастыри своѥмь въ ц(е)ркви С(вя)т(о)го Сп(а)са. Чьстьноѥ дрѣво бєсцѣньно ѥсть, а кованьѥ єго злото, и сєрєбро, и камѣньѥ, и жьнчюгъ въ 100 гривнъ, а др[ѣво] 40 гривнъ. Да нѣ изнєсѣть ся из манастырѧ никогда жє, ѩко ни продати, ни отдаті, аще кто прѣслоушаєть, изнєсѣть и от манастырѧ, да нє боуди ѥмоу помощьникъ чьстьныи кр(е)стъ ни въ сь вѣкъ, ни въ боудщии, и да боудть проклѧтъ С(вя)тою Животворѧщєю Троицєю и с(вя)тыми отци 300 и 18 сємию съборъ с(вя)тыхъ от(е)ць и боуди ѥмоу часть съ Июдою, ижє прѣда Х(ри)с(т)а. Кто же дрьзнєть сътворити с[ие], властєлинъ или кнѧзь, или пискоупъ, или игоумѣньѧ, или инъ которыи любо ч(е)л(о)в(е)къ, а боуди ѥмоу клѧтва си. Офросиньѧ жє раба Х(ри)с(то)ва, сътѧжавъши кр(е)стъ сии, приимєть вѣчную жизнь съ всѣ. |

## Історія
Не зважаючи на таке застереження, доля святині виявилась не легкою. Протягом декількох століть Єфросинінський хрест неодноразово вивозився за межі Полоцька і знову до нього повертався.
На межі ХІІ — ХІІІ століть Хрест, по причині міжусобиць, був вивезений князями-смолянами в Смоленськ, де знаходився біля трьох сторіч. Коли в 1514 році великий князь Василь ІІІ підкорив Смоленськ, святиня була відправлена в Москву. Під час перебування в Москві Хрест було реставровано, так, як окремі емалі витерлись, а деякі були вже втрачені.
В 1563 році цар Іван Грозний після взяття Полоцька повернув Хрест в Спаський монастир. Невдовзі Полоцьк був завойований військами короля Стефана Баторія. Завоювавши місто, він заснував тут єзуїтський колегіум, а в 1582 році передав Спаський монастир в руки католицького ордену єзуїтів. Хрест Єфросинії Полоцької віруючі завчасно перенесли до Софійського собору, який невдовзі став у віданні греко-католиків. Бажаючи заволодіти Хрестом, єзуїти затіяли з греко-католиками судову тяжбу. Зазнавши невдачі, вони намагалися викрасти Хрест, замінивши його підробкою. Однак і це їм не вдалося. Таким чином Хрест залишився в Софійському соборі і знаходився там до 1841 року. Під час Франко-російської війни 1812 року Хрест для більшої безпеки зберігався в стіні Софійського собору — в ніші, наглухо закладеній цеглою.
У травні 1842 року Хрест був урочисто повернений із Софійського собору в Спасо-Єфросиненський монастир і покладений в Свято-Преображенському храмі, в келії Преподобної.
Після Жовтневого перевороту 1917 року почалася нова віха в історії монастиря і її святинь. В 1921–1922 роки радянською владою із монастиря були вилучені Єфросинінський хрест, святі ікони та інші цінності. Хрест в 1921 році був переданий до Полоцького фінвідділу, а потім в Мінськ, де деякий час знаходився в Білоруському державному музеї. В 1929 році святиню перевезли в Могильовський музей, а звідти в будівлю Могильовського обкому партії, де він знаходився до початку Німецько-радянської війни, а в 1941 році безслідно зник.

### Відновлення

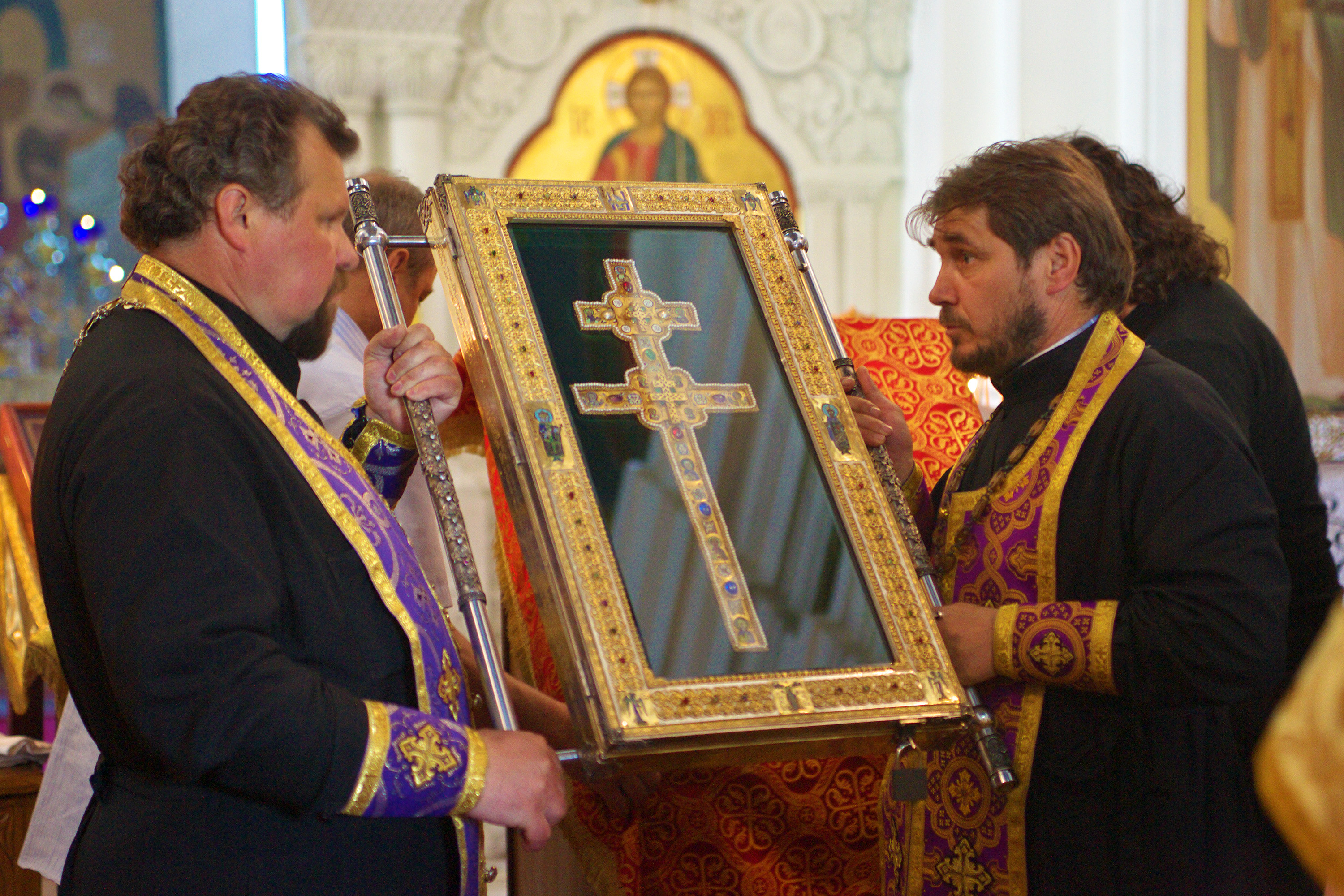

В 1992 році Білоруська Православна Церква святкувала тисячоліття Полоцької єпархії. В цей рік в Бресті почалися роботи по відновленню Хреста преподобної Єфросинії Полоцької. В 1997 році, напередодні свята Воздвиження, відновлений Єфросинінський хрест був урочисто привезений до Спаського монастиря. Хрест був виготовлений брестським майстром Миколою Петровичем Кузьмічем в старовізантійській техніці перегородчастої емалі і зберігає в собі часточки тих же святинь, що колись зберігались в оригіналі.

## Вшанування

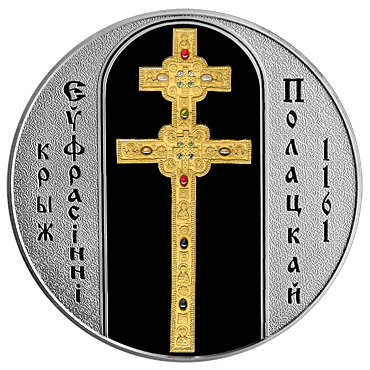
Монета «Хрест Єфросинії Полоцької». Реверс

Священний Синод Білоруської Церкви рішенням від 24 вересня 1998 року заснував нагороду — Орден Хреста Преподобної Єфросинії Полоцької. Першим цієї високої нагороди був удостоєний Патріарх Алексій ІІ.
17 жовтня 2007 року Національний банк Білорусі випустив в обіг срібну пам'ятну монету номіналом 1 000 білоруських рублів накладом 2 000 штук «Хрест Єфросинії Полоцької».